# クサイロイシダタミ
クサイロイシダタミ（草色石畳）、学名 Monodonta sp. （もしくは Monodonta australis）は、ニシキウズ科に分類される海産の巻貝の一種。東京都小笠原諸島の潮間帯などに普通に見られる。明治期に同諸島から知られて以来、インド洋西部などに分布する Monodonta australis に同定されて来たが、分子系統解析の結果からは日本沿岸のイシダタミに起源をもつ小笠原諸島の固有種であるとする説も出されている。
属名 Monodonta は「1個の歯を有するもの」の意で、このグループが軸唇に1個の歯状突起をもつことに由来する。「sp.」はspecies（種）の略で、種名が確定しない場合に「…の一種」の意で用いる略号。australis は「南の…」の意。
別名：クサイロイシダタミガイ

## 分布
- 小笠原群島（父島列島、母島列島など）など。

小笠原諸島内でも南西部の火山列島からはまだ確認されておらず、更に南に連なるマリアナ諸島の記録もないことから、本種の分布の南限は火山列島に達していない可能性が高いとの推定もある。

## 形態

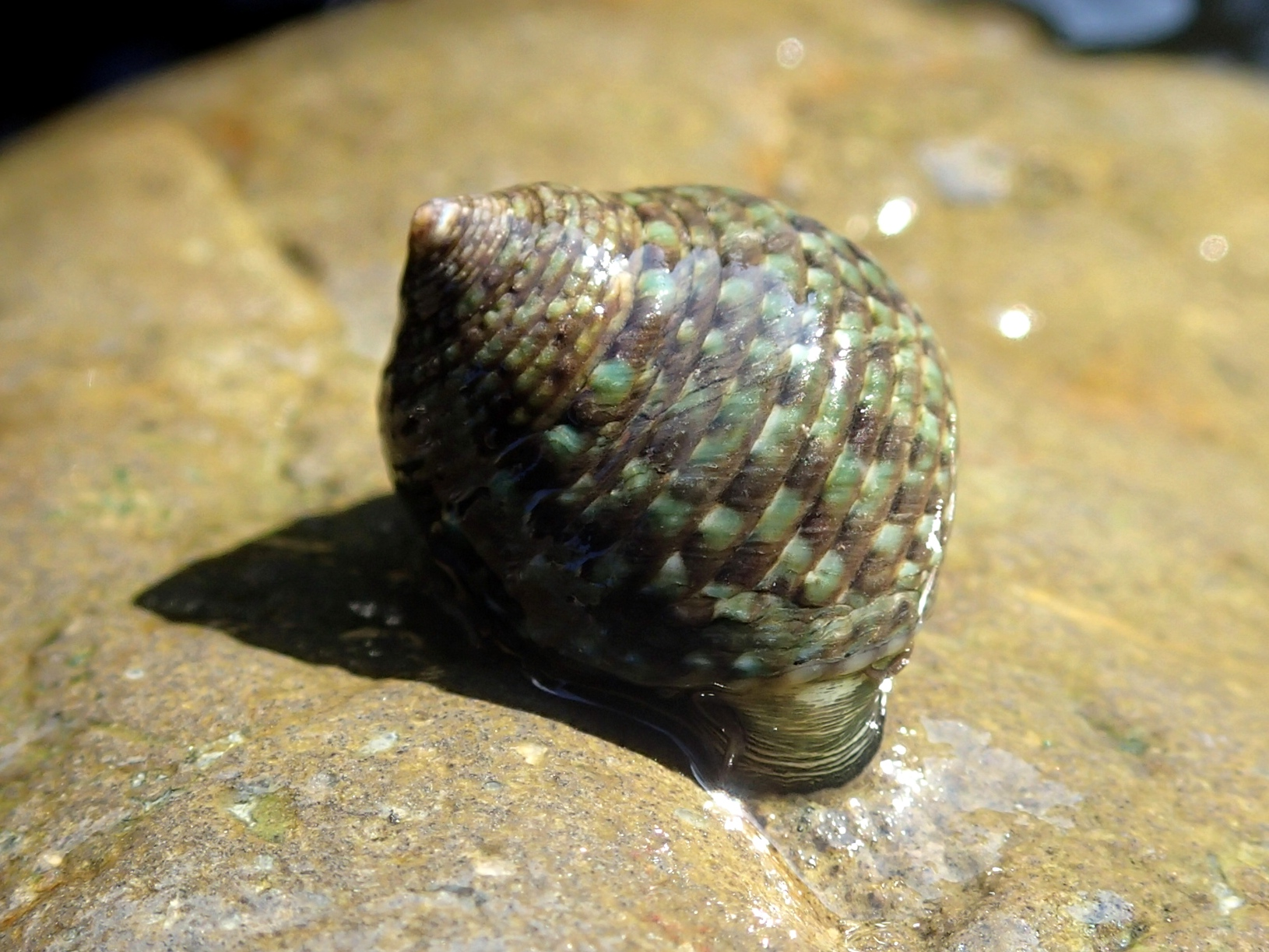
殻高が低く螺肋が平滑な型

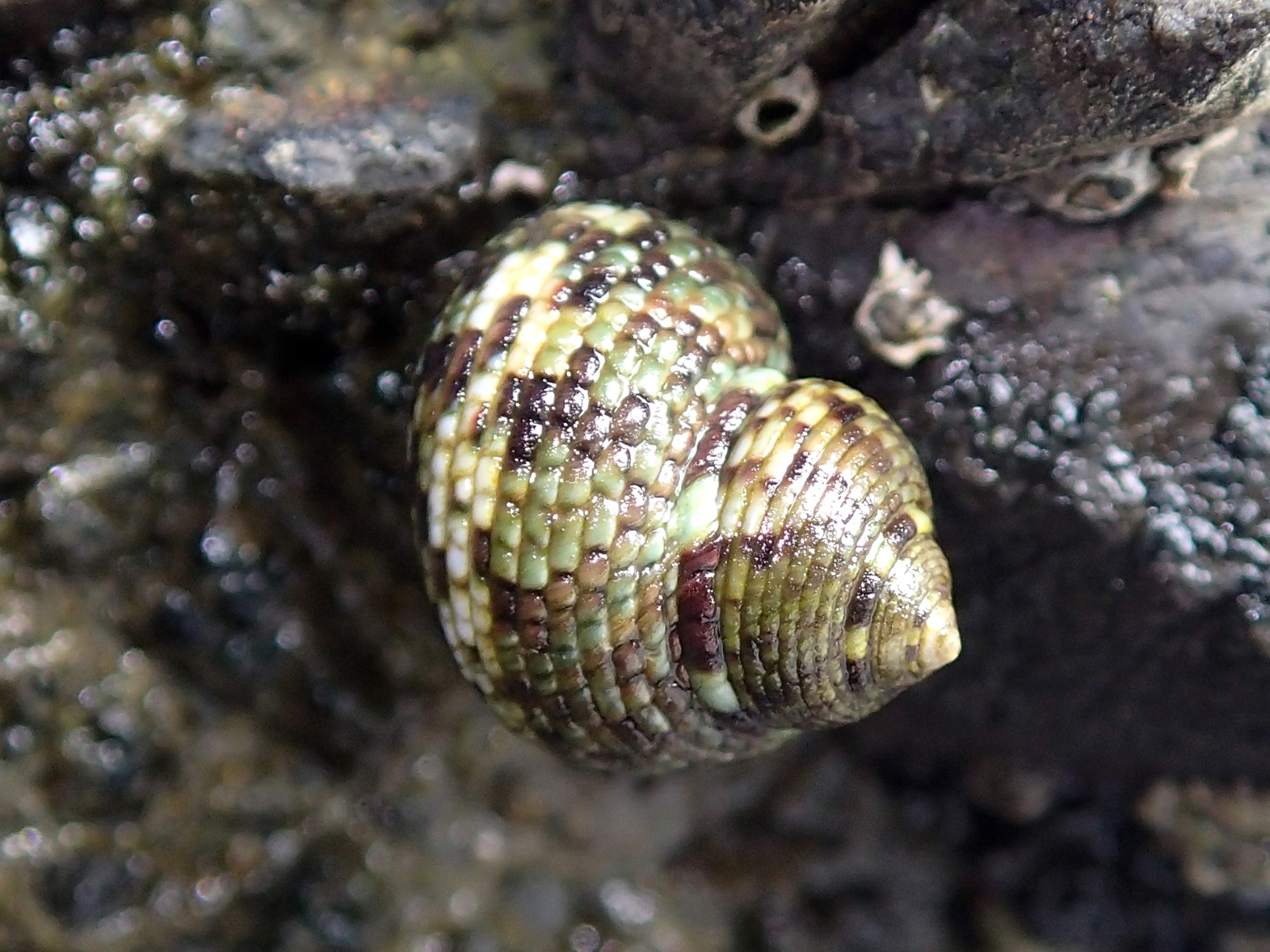
殻高が高く顆粒がある型

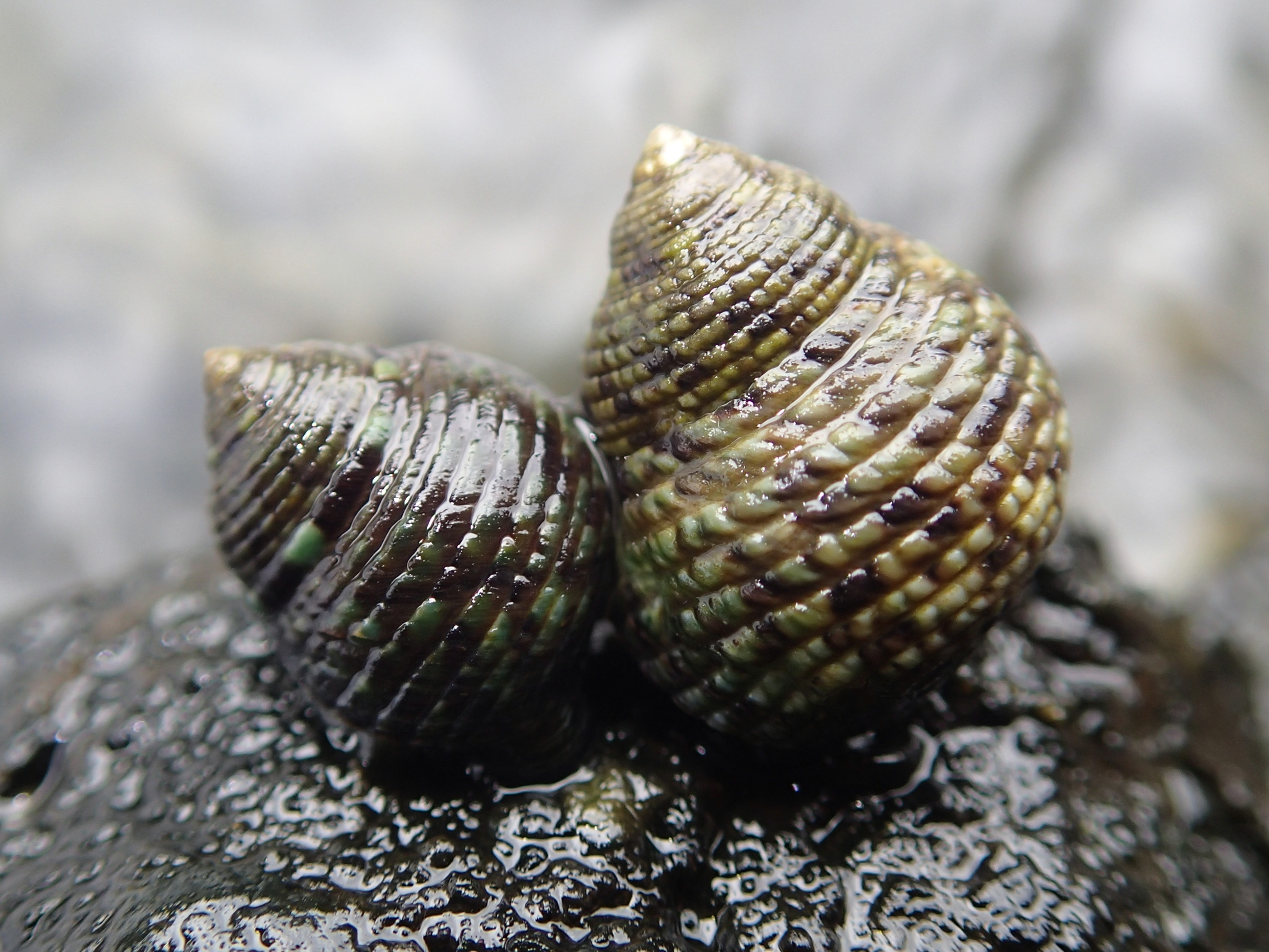
殻高が高く顆粒がある型

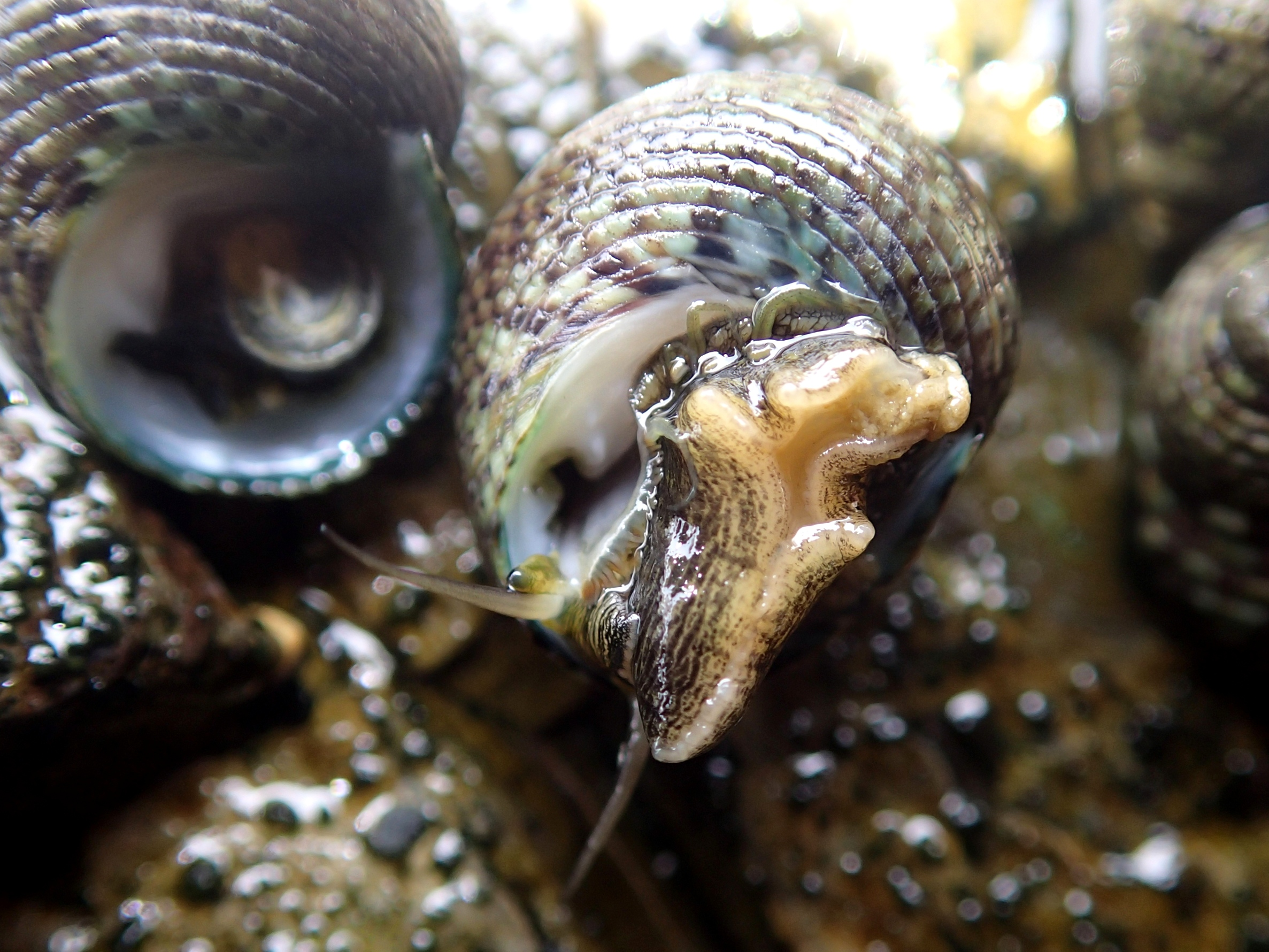
蹠面（足裏）は無斑

大きさと形：最大で殻高20mm、殻径15mm前後。螺塔は概ね円錐形で、周縁から殻底にかけては丸味を帯びる。個体によっては肩と殻底上部が弱く角張り気味になることもある:p.65。
彫刻：殻表には密接した螺肋があり、成貝の体層では20本前後を数える。幼貝のうちは螺肋を横切る縦溝があって石畳状の顆粒彫刻をもつ。しかし成貝では、殻高が高く成貝になっても明瞭な顆粒彫刻があるものと、殻高が低く各螺肋が縦溝で区切られずにほとんど平滑になるものとの2型が見られるとされる:p.5。
殻色：濃淡の斑点が細かいダンダラ模様をつくり、イシダタミの模様パターンとよく似ているが、和名のとおり全体がより緑色がかるものが多い。個体によっては周縁下に黄白色を交えた帯を廻らす場合もある。図鑑類では「緑と紫褐色の市松模様」:p.196、あるいは「暗緑色で変異に乏しく、黒斑を不規則に散らす」:p.65と表現されている。また、内層に真珠層が発達するため、螺塔上層などの摩滅し易い部位では、部分的に下の真珠層が露出して銀白色に見えることもある。
殻口と蓋：外唇-底唇-軸唇にかけては肥厚した白色の隆起があり、その軸唇部には1個の強い歯状突起が、外唇側には多数の短い内肋が歯状に並ぶ。白色隆起よりも外の外唇内側には狭い幅で真珠層帯があり、さらに最外縁には殻表の色が見える部分がある。ここは殻の成長部分で内層の付加がないため、薄くて欠け易い。蓋はほぼ円形で、核が中心にある多旋型。薄いキチン質で、半透明の黄褐色だが、生時には付着している足の色が透けて暗色に見える。
軟体：露出部は横位の黒い線状班に覆われて黒っぽく見える。腹足の裏側は単純な淡肉色で無斑。頭部には一対の長い触角があり、その基部付近の外側に眼がある。腹足の中ほどの高さには、触角に似てやや細い上足突起が左右両側に4対ほどある。水中での活動時にはこの上足突起がよく伸びて、背面から見ると本体を中心に多数の触角が放射状に出ているかのようにも見える。

## 生態
分布域内では潮間帯の岩礫地や転石海岸にごく普通に見られ、表面の藻類などを食べている。それ以外の生態の詳細は不明だが、このグループは雌雄異体で、放精放卵で体外受精する。
前述の2型のうち、殻高が高く彫刻が強い型は、父島の清瀬や大村などの波静かな閉鎖的環境に、殻高が低く彫刻が弱い型は、一般的な波の強さの場所から波当たりの強い環境にまで広く生息するとされる。また、同属でクロヅケガイの小笠原諸島の固有亜種とされるオオクロヅケが同所的に見られることがあるが、2000年代初頭の火山列島の南硫黄島における海洋生物調査では、オオクロヅケは確認されたのに対し、クサイロイシダタミは死殻すら確認できなかったとされ、似た環境に生息する同属種でありながら、小笠原諸島内での分布域はクサイロイシダタミの方が狭いと考えられている。

## 分類

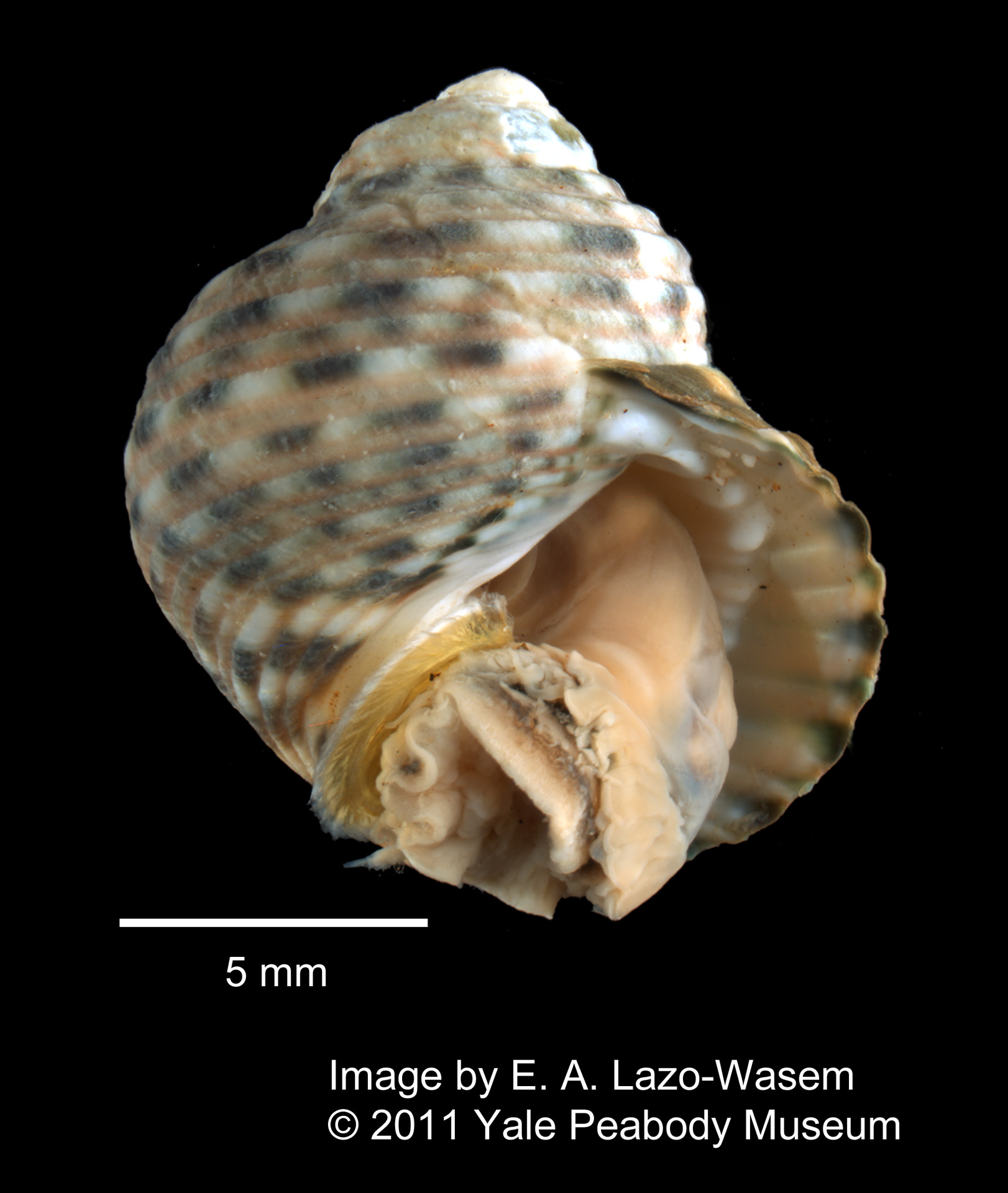
Monodonta australis

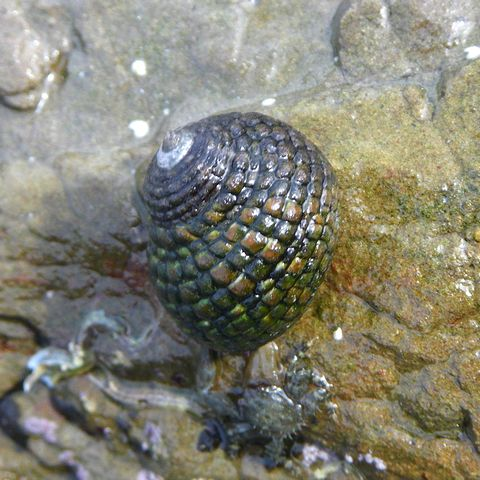
イシダタミ

1909年（明治42年）に岩川友太郎が東京帝室博物館所蔵の貝類標本目録を出版した際、小笠原産の本種の標本を Monodonta australis に同定してクサイロイシダタミの新和名を与えて以来、その学名と和名との組み合わせで長く知られてきたが、少なくとも1992年までにはクサイロイシダタミが M. australis （主にインド洋西部に分布）とは別種の小笠原諸島の固有種である可能性が指摘されるようになり:p.5、2015年には分子系統解析の結果から本種が日本沿岸のイシダタミに由来する小笠原諸島の固有種であるとの説が出された。しかし『日本近海産貝類図鑑』（2000年）や『日本近海産貝類図鑑 第二版』（2017年）などの日本の代表的な図鑑類では Monodonta australis と同種としており、小笠原諸島の固有種とは見なしていない。

### 類似種
- イシダタミ Monodonta confusa Tapparone-Canefri, 1874

北海道南部以南の東アジア/東南アジアに分布し、八丈島など伊豆諸島まで分布するが小笠原諸島には産しない。分子系統解析の結果からはクサイロイシダタミに最も近縁とされる。ほとんど常に石畳状の顆粒彫刻があり、クサイロイシダタミに見られる螺肋が平滑になるものは通常現れない。
- Monodonta australis Lamarck, 1822[1] （同種もしくは別種）

分布の中心はインド洋西部にある。インド洋のものは一般にやや大型になり、通常は螺肋のみで石畳状の顆粒彫刻がなく、ハナダタミに螺肋が現れたような殻をもつ。クサイロイシダタミとは100年以上にわたり同種と見なされて来たが、2015年以降は、両者を別種とする見解と同種とする見解の二つがある。

## 人との関係
近縁のイシダタミが食用にされるのと同様に本種も食用になるが、小型であることから恒常的な食用利用などはない。標本商の商品としては、明治時代後期-大正期に標本販売をした平瀬介館の販売目録では2個セットで5銭となっており、本土の磯の普通種であるイシダタミやアマオブネ、ウミニナなどと同価格で、小笠原諸島の固有種であるカサガイ（1個25銭）の10分の1であるが、最低価格のホソウミニナやタマキビなど（いずれも3個セットで5銭）よりは高い。